# Rachel Fury
Rachel Fury est le nom de scène de Rachel Brennock, une chanteuse et actrice anglaise connue pour avoir participé aux tournées de concerts de Pink Floyd de 1987 à 1989.

## Carrière
Brennock commence sa carrière d'actrice à l'âge de dix ans, apparaissant dans diverses émissions de télévision et films, dont un certain nombre, tels que Mr Horatio Knibbles (1971) et Robin Hood Junior (1975), sont produits sous l'égide de la UK Children's Film Foundation (en). 
Dans le même temps, Brennock se construit une carrière de chanteuse. En 1972, sous le nom de « Weeny Bopper », elle enregistre le single David, Donny and Michael, une sortie de Pye Records destinée à capitaliser sur l'enthousiasme de Weeny Bopper pour David Cassidy, Donny Osmond et Michael Jackson. La co-auteur de la chanson, Laurie Marshall, commente : « Weeny Bopper était la chanteuse la plus professionnelle avec laquelle j'ai jamais travaillé. Elle avait 10 ans, elle est entrée dans le studio cool comme un concombre. Elle était très accommodante et si douce. »
En 1978, Brennock est une chanteuse de session établie à Londres, connue pour sa « sonorité impertinente à la Ronettes ». Elle est créditée comme choriste dans la célèbre chanson Video Killed The Radio Star des Buggles, mais sa participation n'est pas vraiment établie car, lors de son concert de 2004 pour le Prince's Trust, Trevor Horn attribue explicitement les chœurs de la version enregistrée à Linda Jardim (maintenant Allan) et Debi Doss.
Dans les années 1980, Brennock adopte le nom de scène de « Rachel Fury » et tourne en tant que choriste avec Howard Devoto et The Lover Speaks (en). Elle co-écrit la chanson When We Dream avec Phil Saatchi pour son album de 1987 Wheel of Fortune et chante sur plusieurs titres de Saatchi. 
Fury est engagée comme choriste pour la tournée de Pink Floyd A Momentary Lapse of Reason après avoir été présentée au groupe par son ancien petit ami James Guthrie, l'ingénieur du son de longue date de Pink Floyd. Elle chante avec Pink Floyd en tournée de 1987 à 1989, et apparaît à la fois sur la vidéo et l'album live Delicate Sound of Thunder, lors du concert télévisé de Pink Floyd à Venise en 1989, et sur l'enregistrement pour MTV (bootleg) du concert de 1987 à l'Omni d'Atlanta. Dans ces concerts, Fury se distingue en ouverture de la partie vocale de The Great Gig in the Sky et pour chanter en harmonie avec David Gilmour sur Comfortably Numb. 
Après 1989, Fury prend sa retraite de la scène. Cependant, elle est aperçue en concert en 1990 dans le groupe Blue Pearl de Durga McBroom, laquelle a également été choriste pour Pink Floyd. Selon certains sites de fans de Pink Floyd, elle vit maintenant à Londres et maintient un intérêt pour le bien-être animal et suit un régime végétalien[réf. nécessaire].